# Qualificazioni al campionato mondiale di calcio 2014 - CONCACAF - Primo round

## Formato
Le 10 squadre con il ranking più basso si affrontano in partite di andata e ritorno. Le 5 vincenti si qualificano per il secondo round.

## Risultati
| Squadra 1               | Totale            | Squadra 2                 | Andata | Ritorno |
| ----------------------- | ----------------- | ------------------------- | ------ | ------- |
| Montserrat              | 3 – 8             | Belize                    | 2 – 5  | 1 – 3   |
| Anguilla                | 0 – 6             | Rep. Dominicana           | 0 – 2  | 0 – 4   |
| Isole Vergini Americane | 4 – 1             | Isole Vergini Britanniche | 2 – 0  | 2 – 1   |
| Aruba                   | 6 – 6 (4 – 5 dcr) | Saint Lucia               | 4 – 2  | 2 – 4   |
| Turks e Caicos          | 0 – 10            | Bahamas                   | 0 – 4  | 0 – 6   |

## Incontri

### Montserrat – Belize
| Arbitro: | Willett |

|                  |           |                                              |
| Hodgson 44’, 86’ | Marcatori | 24’, 75’, 83’ McCauley 50’ Róchez 53’ Kuylen |

| Arbitro: | Reyna |

|                                     |           |             |
| Jimenez 23’ McCauley 59’ Mendez 61’ | Marcatori | 58’ Hodgson |

- La partita di andata è stata giocata a Trinidad e Tobago perché il Montserrat non ha stadi adatti agli standard internazionali.
- La partita di ritorno, in programma il 19 giugno 2011, è stata rinviata dopo che, il 17 giugno 2011, il Comitato d'emergenza della FIFA ha deciso di sospendere con effetto immediato la Football Federation of Belize a causa di gravi interferenze governative[1]. L'incontro dovrà essere disputato entro il 10 luglio, a patto che la situazione torni alla normalità e la sospensione sia annullata. Altrimenti il Belize sarà escluso dalla competizione[2].

### Anguilla – Repubblica Dominicana
| Arbitro: | Brizan |

|  |           |                     |
|  | Marcatori | 8’ Peralta 42’ Faña |

| Arbitro: | Brea |

|                                       |           |  |
| Navarro 18’, 42’ Sanchez 25’ Faña 56’ | Marcatori |  |

- La partita di andata si è giocata nella Repubblica Dominicana perché Anguilla non ha stadi adatti agli standard internazionali.

### Isole Vergini americane – Isole Vergini britanniche
| Arbitro: | Navarro |

|                      |           |  |
| Lesmond 6’ Klopp 52’ | Marcatori |  |

| Arbitro: | Morrison |

|            |           |                     |
| Peters 37’ | Marcatori | 1’ Thomas 93’ Klopp |

### Aruba – Santa Lucia
| Arbitro: | Foster |

|                                                        |           |                       |
| Santos de Gouveia 13’ Escalona 48’ Gomez 74’ Abdul 84’ | Marcatori | 19’ Edward 46’ Valcin |

| Arbitro: | Lancaster |

|                                         |                      |                                    |
| Joseph 14’, 29’, 71’ Frederick 74’      | Marcatori            | 37’, 76’ Gomez                     |
| Pierre Justin Frederick Edward Williams | Tiri di rigore 5 – 4 | Bergen Baten Barradas Gomez Cruden |

### Turks e Caicos – Bahamas
| Arbitro: | Cruz Alvarado |

|  |           |                                           |
|  | Marcatori | 32’, 60’ Jean 34’ (rig.) Hepple 92’ Louis |

| Arbitro: | Santos |

|                                                    |           |  |
| Gibson 4’ (aut.) St. Fleur 17’, 64’, 73’, 86’, 90’ | Marcatori |  |

## Marcatori
Al 10 luglio 2011, sono state giocate 8 partite e sono stati segnati 34 gol con una media di 4,25 gol a partita.
5 gol
- Lesly St. Fleur

4 gol
- Deon McCauley

2 gol
- Nesley Jean
- Jonathan Faña

- Inoel Navarro
- Jay'lee Hodgson

- Reid Klopp

1 gol
- David Abdul
- Maurice Escalona
- Frederick Gomez
- Erik Santos de Gouveia
- Cameron Hepple
- Jackner Louis

- Elroy Kuylen
- Harrison Róchez
- Trevor Peters
- Domingo Peralta
- Jhoan Sánchez
- Kevin Edward

- Kurt Frederick
- Alderman Lesmond
- Dwayne Thomas